# Rosa sjunikii
Rosa sjunikii är en växt i rossläktet som förekommer endemisk i östra Armenien.
Populationen upptäcktes 1947 och arten beskrevs av Jaroschenko. Växten är utformad som en liten buske med rödaktig bark. Bladen har porer på båda sidor. Rosa sjunikii utvecklar små vita blommor.
Denna ros växer i provinsen Gegharkunik sydöst om Sevansjön. Den hittas i medelhöga bergstrakter vid torra sluttningar som är täckta av buskskog.
Inget är känt angående populationens storlek och möjliga hot. IUCN listar arten med kunskapsbrist (DD).